# Dean Riesner
Dean Riesner (New York, 3 novembre 1918 – Encino, 18 agosto 2002) è stato uno sceneggiatore cinematografico e televisivo statunitense.

## Biografia
Il padre, Charles Reisner, era un regista del cinema muto e Dean iniziò a recitare nei film all'età di cinque anni. La sua carriera di attore bambino, però, fu ben presto interrotta dalla madre che voleva per il figlio un'infanzia tranquilla.
Da adulto il suo primo lavoro cinematografico fu come coautore per il film Code of the Secret Service (1939), interpretato da Ronald Reagan.
Reisner vinse un Oscar per la regia di Bill and Coo (1948), un film con un cast di uccelli veri, vestiti come degli esseri umani.
Nel 1949 sposò l'attrice Maila Nurmi, divenuta in seguito famosa con lo pseudonimo "Vampira".
Fra il 1950 e il 1960 lavorò soprattutto in televisione; fu sceneggiatore della serie Gli uomini della prateria e dell'episodio Tourist Attraction della serie The Outer Limits. Ebbe anche una partecipazione nel film Quando l'amore è romanzo (1957).
Nel 1968 ottenne una parte nel film di Clint Eastwood L'uomo dalla cravatta di cuoio e questa esperienza lo portò a collaborare con Eastwood nella stesura delle sceneggiature per i suoi film degli anni '70: Brivido nella notte(1971), Ispettore Callaghan: il caso Scorpio è tuo!, Lo straniero senza nome (1973, non accreditato), Cielo di piombo, ispettore Callaghan (1976). Nello stesso anno scrisse la sceneggiatura per la miniserie della NBC Il ricco e il povero, interpretato da Nick Nolte. Nel 1979 lavorò alla sceneggiatura iniziale de Il padrino - Parte III, ma questa fu scartata quando Francis Ford Coppola e Mario Puzo decisero di collaborare anche per il terzo capitolo della saga.
Riesner continuò a sceneggiare nel corso degli anni '80, ma molti dei suoi lavori non furono accreditati. Tra questi: U-Boot 96, La stangata II e Starman.
Morì nel 2002 per cause naturali.

## Filmografia

### Sceneggiatore
- 1948 - Bill and Coo
- 1952 - Schlitz Playhouse of Stars (serie televisiva)
- 1954 - The Joe Palooka Story  (serie televisiva)
- 1955 - So This Is Hollywood  (serie televisiva)
- 1956 - Playhouse 90 (serie televisiva)
- 1956 - Ethel Barrymore Theater (serie televisiva)
- 1956 - Conflict (serie televisiva)
- 1957 - The Thin Man (serie televisiva)
- 1957 - The Restless Gun (serie televisiva)
- 1957 - Quando l'amore è romanzo
- 1959 - The Texan  (serie televisiva)
- 1957 - Sugarfoot (serie televisiva)
- 1960 - Bat Masterson  (serie televisiva)
- 1959 - Colt .45 (serie televisiva)
- 1960 - Bourbon Street Beat
- 1958 - Bronco (serie televisiva)
- 1960 - Shotgun Slade (serie televisiva)
- 1960 - Bonanza (serie televisiva)
- 1958 - Lawman  (serie televisiva)
- 1961 - The Case of the Dangerous Robin (serie televisiva)
- 1955 - Cheyenne (serie televisiva)
- 1960 - Surfside 6 (serie televisiva)
- 1960 - 77 Sunset Strip (serie televisiva)
- 1962 - G.E. True (serie televisiva)
- 1963 - Dakota (serie televisiva)
- 1959 - The Many Loves of Dobie Gillis  (serie televisiva)
- 1963 - The Outer Limits (serie televisiva)
- 1963 - Rawhide  (serie televisiva)
- 1963 - The Virginian  (serie televisiva)
- 1964 - Slattery's People  (serie televisiva)
- 1964 - 12 O'Clock High  (serie televisiva)
- 1965 - Bob Hope Presents the Chrysler Theatre  (serie televisiva)
- 1965 - The Long, Hot Summer (serie televisiva)
- 1964 - Ben Casey  (serie televisiva)
- 1967 - Ironside (serie televisiva)
- 1968 - Lancer  (serie televisiva)
- 1968 - Coogan's Bluff
- 1971 - Play Misty for Me
- 1971 - Ispettore Callaghan: il caso Scorpio è tuo!
- 1973 - High Plains Drifter
- 1973 - Charley Varrick
- 1976 - Rich Man, Poor Man (serie televisiva)
- 1976 - The Enforcer
- 1981 - The High Country
- 1981 - Das Boot
- 1983 - Blue Thunder
- 1983 - The Sting II
- 1983 - Sudden Impact
- 1984 - Starman
- 1987 - Fatal Beauty

### Attore
- Biricchinate (Peck's Bad Boy), regia di Sam Wood (1921)
- 1922 - A Ladies Man
- Il pellegrino (The Pilgrim), regia di Charlie Chaplin (1923)
- A Prince of a King, regia di Albert Austin (1923)
- Hollywood, regia di James Cruze (1923)
- 1935 - It's in the Air
- 1948 - The Cobra Strikes
- 1948 - Assigned to Danger
- 1950 - The Traveling Saleswoman
- 1950 - Young Man with a Horn
- 1950 - Operation Haylift
- 1950 - Gunfire
- 1953 - Mesa of Lost Women